# Stefan Huth
Stefan Huth (* 1967) ist ein deutscher Journalist. Von 2016 bis zum 11. Juli 2024 war er Chefredakteur der marxistischen Tageszeitung junge Welt.

## Leben
Huth studierte an der Freien Universität und der Humboldt-Universität in Berlin Germanistik und Anglistik. Er arbeitete am Berliner Institut für kritische Theorie (InkriT) und war als wissenschaftlicher Mitarbeiter des Musikwissenschaftlers Georg Knepler (1906–2003) tätig. Im Herbst 2002 kam er zur jungen Welt und arbeitete dort zunächst im „Aktionsbüro“. 2004 übernahm er vertretungsweise das Ressort „Thema“ und leitete es ab 2005. Später wechselte er in das Inlands-Ressort. 2009 wurde er Vorstand der „Linke Presse Verlags-, Förderungs- und -Beteiligungsgenossenschaft junge Welt eG“. Ab 2012 arbeitete Huth in der Chefredaktion mit. Im August 2016 übernahm er die Rolle des Chefredakteurs von Arnold Schölzel, der diese Position mehr als 16 Jahren innehatte. Wegen Problemen in der Redaktion und bei der Umsetzung der Blattlinie wurde Huth vom Geschäftsführer im Juli 2024 von seinem Amt abberufen. Im Ergebnis einer von Huth beim Arbeitsgericht Berlin erhobenen Kündigungsschutzklage erklärte die Verlag 8. Mai GmbH im Februar 2025, sie halte aus heutiger Sicht die gegenüber dem Kläger erhobenen Vorwürfe nicht länger aufrecht.

## Werke
- Als Herausgeber: Georg Knepler, Macht ohne Herrschaft. Die Realisierung einer Möglichkeit (= Politik und Denken; 2). Kai Homilius Verlag, Berlin, 2004, ISBN 3-89706-651-3.